# Тхеконг (футбольный клуб)
«Тхеконг» (вьет. Thể Công) — вьетнамский футбольный клуб из Ханоя, представлявший Народную армию Вьетнама. Ныне не существует. В 2009 был изменён и превращён в команду под названием «Вьеттел».
Футбольная команда Спортивного клуба армии (вьет. Câu lạc bộ Thể dục Thể thao Quân đội), созданная в 1954 году, является наиболее успешным футбольным коллективом в стране. На её счету 13 побед в чемпионатах Северного Вьетнама и 5 побед в чемпионатах объединённого Вьетнама (и то, и другое — рекорд). Команда считалась самой популярной в стране. В 1999 году клуб был переименован в «Тхеконг».
В 2009 году Министерство обороны Вьетнама приняло решение отказаться от поддержки профессионального спорта. Клуб был отдан под управление спонсора — крупнейшей вьетнамской телекоммуникационной компании «Viettel» — и назван в честь нового владельца. Однако вскоре «Viettel» передал команду провинции Тханьхоа, где на её базе был создан новый клуб — «Ламсон Тханьхоа». На этом история «Тхеконга» оборвалась.
Команда спортшколы «Тхеконга» в 2009 году стала финалистом Второго дивизиона и в 2010 году играет в Первом дивизионе под названием «Вьеттел».

## Достижения
- Чемпионат Вьетнама:

Чемпион (5): 1981/82, 1982/83, 1987, 1990, 1998
Серебряный призёр (3): 1984, 1986, 1989
Бронзовый призёр (3): 1992, 1993/94, 2000/01
- Кубок Вьетнама:

Финалист (3): 1992, 2004, 2009
- Суперкубок Вьетнама:

Победитель: 1999

## Выступления в соревнованиях АФК
- Клубный чемпионат Азии: 1

1999/00: 2-й раунд